# Municipio de Longwood
El municipio de Longwood (en inglés: Longwood Township) es un municipio ubicado en el condado de Pettis en el estado estadounidense de Misuri. En el año 2010 tenía una población de 610 habitantes y una densidad poblacional de 6,12 personas por km².

## Geografía
El municipio de Longwood se encuentra ubicado en las coordenadas 38°52′36″N 93°12′43″O / 38.87667, -93.21194. Según la Oficina del Censo de los Estados Unidos, el municipio tiene una superficie total de 99.69 km², de la cual 99,3 km² corresponden a tierra firme y (0,38 %) 0,38 km² es agua.

## Demografía
Según el censo de 2010, había 610 personas residiendo en el municipio de Longwood. La densidad de población era de 6,12 hab./km². De los 610 habitantes, el municipio de Longwood estaba compuesto por el 97,21 % blancos, el 0,16 % eran afroamericanos, el 1,97 % eran asiáticos y el 0,66 % eran de una mezcla de razas. Del total de la población el 1,15 % eran hispanos o latinos de cualquier raza.